# رومن فلو
رومن فلو (فرانسوی: Romain Feillu‎؛ زادهٔ ۱۶ آوریل ۱۹۸۴) دوچرخه‌سوار اهل فرانسه است.
از باشگاه‌هایی که در آن رکاب زده‌است می‌توان به تیم دوچرخه‌سواری فورتونئو–اسکارو، سن میشل–اوبر۹۳، تیم دوچرخه‌سواری اگریتوبل، و تیم دوچرخه‌سواری وکانسولیل–دی‌سی‌ام اشاره کرد.